# PBEM
PBEM (от англ. play by electronic mail, с англ. — «игры по электронной почте») — разновидность онлайн-игр через Интернет, где в качестве протокола для обмена данными игры используется электронная почта (e-mail, netmail, QWK и т. п.). Представляют собой пошаговые игры различной направленности, в основном — стратегические или ролевые игры. В качестве классического примера PBEM-игры можно привести шахматы по переписке.

## История
Игры по переписке появились ещё во времена обычной почтовой связи, назывались они тогда PBM. С развитием техники и технологий связи, игры стали вестись по электронной почте, что значительно ускорило игровой процесс, кроме того позволило воспользоваться программным обеспечением для автоматической обработки игровой ситуации. Программы позволили привлечь к играм больше людей и сделать игру красочнее и нагляднее. Дальнейший шаг в развитии игр по переписке наблюдается в наши дни, это SMS-игры (SMS game)и MMORPG.
На сегодняшний день для игр посредством электронной почты распространены два обозначения — PBEM (Play By Electronic Mail) и PBeM (Play By e-Mail). Некоторая разница в написании аббревиатуры сохраняет однозначность определения данного вида игр.

## Игровой процесс
Обмен игровыми данными может происходить непосредственно между игроками (как в случае шахмат по переписке), если игроков несколько, то обработкой данных занимается посредник — человек (гейм-мастер) или игровой сервер, который отсылает участникам сведения об их текущем положении и получает приказы (описание хода) участников по почте. У игроков может быть специальная программа-клиент, которая обрабатывает отчёт сервера, может рисовать карту событий, принимать команды игрока на дальнейшие действия и формировать приказ.